# Melderslo

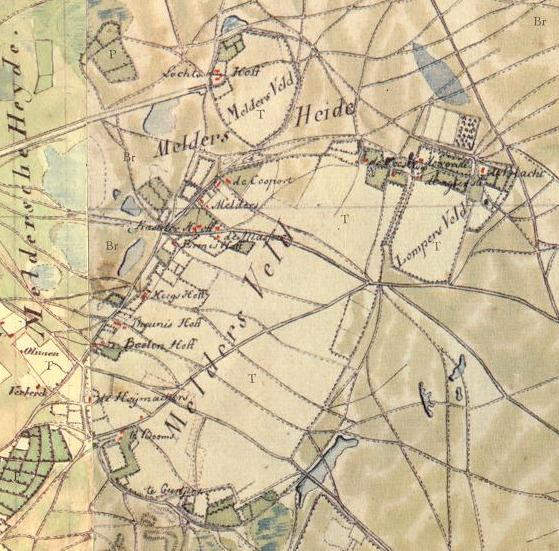
ca 1820 ontginningsvelden Meldersveld en Locht

Melderslo (Limburgs: De Melderse) is een kerkdorp van de gemeente Horst aan de Maas, in de Nederlandse provincie Limburg. Het dorp telt 2.230 inwoners (per 1 januari 2023) en ligt op 23 meter boven zeeniveau.

## Etymologie
De herkomst van de naam Melderslo is onzeker. Mogelijk is de betekenis milde plaats in bos. Hierbij wordt melder afgeleid van het Germaanse mildreda en lo van open plaats in een bos. Andere mogelijke betekenissen zijn zandheuvel in bos (hierbij wordt melder afgeleid van zandheuvel) of onkruid in bos (hierbij wordt melde afgeleid van het onkruid melde). Onwaarschijnlijk is dat melder verband zou houden met de vogelnaam merel.

## Geschiedenis

### Ontstaan
Archeologisch onderzoek wijst uit dat er al duizenden jaren voor Christus, in de prehistorie, mensen gewoond en geleefd hebben in Melderslo. Ze woonden op de hoger geleden zandgronden. Uit de Romeinse tijd (12 voor Christus tot 450 na Christus) en de vroege middeleeuwen (450 tot 1000 na Christus) zijn geen bewijzen van menselijke bewoning gevonden.
De oudst bekende schriftelijke vermelding van Melderslo dateert van 1394, toen in de administratie van de stad Keulen het Meldersloervelde genoemd werd. Archeologisch onderzoek heeft uitgewezen dat de feitelijke bewoning een paar eeuwen ouder is: aan het ontginningsveld Eikelenbos zijn vondsten aangetroffen daterend uit circa 1200. Melderslo is dus ontstaan uit drie ontginningsvelden in een bos: Meldersveld, Lochtsveld en Eikelenbosserveld.
Waarschijnlijk was de bewoning in Melderslo in de middeleeuwen gekoppeld aan de vestiging van mensen in het gehucht Berkel (het latere dorp Horst, gelegen op circa 3 kilometer afstand) en het kasteel Ter Horst (op circa 1 kilometer afstand).

### Landbouw
De geschiedenis van Melderslo is vooral bepaald door de landbouw. De natuurlijke omstandigheden voor landbouw waren ongunstig. Arme zandgronden overheersten. Grote heidevelden bepaalden het aanzien. De eerste bewoners vestigden zich aan de rand van de hoger gelegen zandgronden. Door verrijking met heideplaggen en mest van dieren gemengd met stro werden de hoger gelegen zandgronden geschikt gemaakt voor akkerbouw. In de loop der eeuwen werden deze hoge gronden door menselijke inbreng circa 50 centimeter opgehoogd. Zo ontstonden geleidelijk de gehuchten Melderslo en Eikelenbos. Eeuwenlang bestonden deze gehuchten uit enkele tientallen boerderijen. Tot aan het begin van de twintigste eeuw woonden er niet meer dan een paar honderd mensen. Ze leefden bijna allemaal van de landbouw. De meeste boeren beschikten over enkele stuks vee en een beetje akkerbouw- en weidegrond. De opbrengsten waren normaal gesproken net voldoende om te overleven. Maar als er ziektes of droogte heersten, kregen de mensen het al snel moeilijk.

### School en kerk
Belangrijk voor de ontwikkeling van Melderslo was dat de boeren rond 1900 over kunstmest konden beschikken. Vanaf dat moment kon men de heidevelden ontginnen. Ze werden omgezet in akkerland. Het aantal inwoners van Melderslo begon toen te groeien. Daarom besloot de gemeenteraad van Horst in 1916 om een school te bouwen in Melderslo. De architect hiervan was Caspar Franssen (1860-1932) uit Roermond. De school was in 1917 klaar. Het dorp had nu zijn eerste gemeenschappelijke gebouw. In 1921 werd de Sint-Odakerk gebouwd.

### Groei inwonertal en toenemende welvaart
In 1450 woonden er 100 mensen in Melderslo. In 1812: 261. In 1900: 500. Kort na de Tweede Wereldoorlog, in 1947, woonden er in Melderslo 1.112 mensen. Het aantal inwoners in het jaar 2008 ligt rond de tweeduizend. Niet alleen het aantal inwoners, maar ook de welvaart groeide. De bedrijven in de landbouw en veeteelt werden steeds groter. Tuinbouw en asperges- en champignonteelt werden in Melderslo heel belangrijk. Per 2007 wordt 25% van de Nederlandse blauwe bessen gekweekt in Melderslo. Sinds 2016 is in Melderslo ook een slakkenkwekerij gevestigd.
Tot 31 december 2000 behoorde Melderslo tot de gemeente Horst die per 1 januari 2001 opging in de gemeente Horst aan de Maas.

## Bezienswaardigheden
- De Sint-Odakerk met glas en loodramen van Joep Nicolas uit 1954.
- Rijksmonument Spoorweghuisje 1883. Een wachtpost van de spoorwachter langs het spoor tussen Nijmegen en Venlo.
- Een schuur van omstreeks 1700 bij museum De Locht
- Boerderij de Boomshof uit 1893
- Voormalige schoolwoning uit 1917
- Voormalige pastorie uit 1921
- Herdenkingsmonument voor in 1943 neergestorte Engelse bommenwerper
- Oostenrijks huisje uit 1948
- Vredeskapel uit 1940
- Onze-Lieve-Vrouw-van-Altijddurende-Bijstandkapel uit 1899
- Kapel op terrein van Museum de Locht
- Vijf veldkruisen
- Melderse droogmolen[5]

### Musea
- Nationaal asperge- en champignonmuseum Museum De Locht
- Museum Oorlog in de Peel

## Natuur en landschap
Melderslo ligt op zandgrond op een hoogte van ongeveer 23 meter. De omgeving kenmerkt zich door land- en tuinbouw. In het westen vindt men de Kasteelse Bossen, een voormalig landgoed, en in het zuiden de Reulsberg, een voormalig heide- en stuifzandgebied. In het oosten van het gebied stroomt de Langevensche Loop, een gekanaliseerde waterloop.
Direct ten noordwesten van Melderslo vindt men het natuurgebied Lochsmeer.

## Verenigingsleven
Door de bouw van de school in 1917 en de kerk in 1921 was Melderslo een echt dorp geworden. Er werden vanaf toen ook allerlei clubs en verenigingen opgericht. Het verenigingsleven in Melderslo is sinds 1917 altijd bloeiend geweest. De laatste decennia hebben sommige verenigingen wel te kampen met een afnemend ledental.
Melderslo beschikt sinds 1948 over een eigen weekblad: De Kwaker. Dit bevat verenigingsnieuws, jubilea, geboorten, overledenen en ander dorpsnieuws van en over Melderslo.
Sinds mei 2009 beschikt Melderslo over een multifunctioneel gebouw waar alle verenigingen onderdak vinden. Dit gebouw heet 'De Zwingel'.

## Folklore
Bijzonder voor Nederland is het jaarlijkse Balgooien in Melderslo. Echtparen die het afgelopen jaar getrouwd zijn gooien fruit en snoep naar een schare kinderen die ‘bal-bal-bal' staat te roepen. De traditie van dit raadselachtige gebruik, dat behalve in Horst, America, Meterik en Melderslo nergens in de wijde omtrek voorkomt, is ouder dan 1836.

## Jaarlijkse evenementen
- Kermis: laatste weekend van juli

## Trivia
- Tijdens de carnavalsperiode wordt het dorp omgedoopt tot het Vlaskoppenrijk.
- Melderslo wordt ook wel het Blauwe bessendorp genoemd omdat 25% (2007) van de Nederlandse blauwe bessen hier gekweekt wordt.

## Nabijgelegen kernen
Horst, Lottum, Swolgen, Broekhuizen.

## Boeken
- Kerkschatten Melderslo, foto's en uitleg over wat we zien of zouden moeten lezen. J. Dinnissen en P. van Rijswijck, Van Blindheid Genezen. Leestekens in kerk Melderslo verklaard (Melderslo 2020).
- Foto van ieder huis, gezin en straat. J. Dinnissen, Melderslo 100 jaar. Huizen en inwoners 1916-2016 (Melderslo 2016)
- Geschiedenis van Melderslo. C.A.H. Claassens e.a. [redactie], Melderslo Destijds: de geschiedenis van Melderslo tot 1971 (Melderslo 1994)
- Dagelijks leven Melderslo rond tweede millenniumwisseling. Geschiedenis Melderslo, DVD. Zoe is de Melderse (Melderslo 2000)
- Carnavalsvereniging 33 jaar. Thea Cox e.a. [redactie], Zonne göje ...: 33 jaar carnavalsvereniging De Vlasköp (Melderslo 1995)
- Voetbalvereniging 50 jaar. Wim Moorman e.a. [redactie], 50 jaar R.K.S.V. Melderslo (Melderslo 1995)
- Muziekvereniging 75 jaar. Wim Moorman, Er zit muziek in Horst aan de Maas (Melderslo 2000)